# Mezquita de Umm al-Qura
La Mezquita de Umm al-Qura («madre de todas las ciudades») es una mezquita situada en Bagdad el mayor lugar de la ciudad de culto para los sunitas musulmanes. Originalmente llamada Mezquita Umm al-Ma'arik («Madre de Todas las Batallas»), fue diseñada para conmemorar la victoria de Saddam Hussein en la Guerra del Golfo del año 1991.  Se encuentra ubicado en la zona de al-Adel poblada por sunitas del oeste de Bagdad. Costo 7.5 millones de $ su construcción, la primera piedra de la mezquita se colocó en el 61 cumpleaños de Saddam el 28 de abril de 1998. Se completó formalmente el 28 de abril de 2001 a tiempo para el décimo aniversario de la Guerra del Golfo. Aunque nunca fue confirmado por su régimen ni por él mismo durante su vida, se ha especulado que se suponía que era el lugar de descanso final de Saddam.

## Características
Muchas características arquitectónicas de la mezquita y el complejo circundante aluden a Saddam o la guerra (o ambos). Tiene cuatro minaretes en su perímetro, cada uno se asemeja a un cañón de fusil Kalashnikov y tiene una altura de 43 metros, que marca los 43 días de la Guerra del Golfo. Alrededor de la cúpula hay otros cuatro minaretes, cada uno con la forma de un misil Scud en su plataforma de lanzamiento con una altura de 37 metros. La cúpula se encuentra en el medio de un lago con la forma del mundo árabe, en la que se montó una representación en mosaico de 7.5 metros de la huella digital de Saddam con una versión ampliada de sus iniciales, hechas de oro.  La mezquita fue utilizada anteriormente para mostrar un Corán escrito en la sangre de Saddam. Las 28 fuentes del lago, los cuatro minaretes interiores y los 37 metros de altura de cada alminar representan juntos la fecha del nacimiento de Saddam, el 28 de abril de 1937. El edificio está construido de piedra caliza blanca con decoraciones de mosaico azul y rojo, blanco y banderas negras iraquíes pintadas en los picos de los minaretes interiores.
Tras la caída de Saddam Hussein a raíz de la invasión de Irak de 2003, la mezquita fue tomada por un grupo sunita llamado Asociación de Académicos Musulmanes. Se convirtió en un sitio de reclutamiento y centro de propaganda para la primera guerrilla iraquí. La asociación se convirtió en un aliado de facto de Al Qaeda; se dice que su líder Harith Suleiman al-Dhari, que operaba desde la mezquita, jugó un papel clave en la movilización de insurgentes durante los combates de 2004 en Faluya, al oeste de Bagdad. En 2007, la asociación fue expulsada por la Fundación Sunita, una agencia cuasi gubernamental responsable de las mezquitas sunitas en Irak, que tomó el control de Umm al-Qura.
El 28 de agosto de 2011, la mezquita fue atacada por un terrorista suicida durante las oraciones, matando al menos a 28 personas e hiriendo a otras 30. Un miembro iraquí del parlamento se encontraba entre los muertos.